# Antoni Religioni

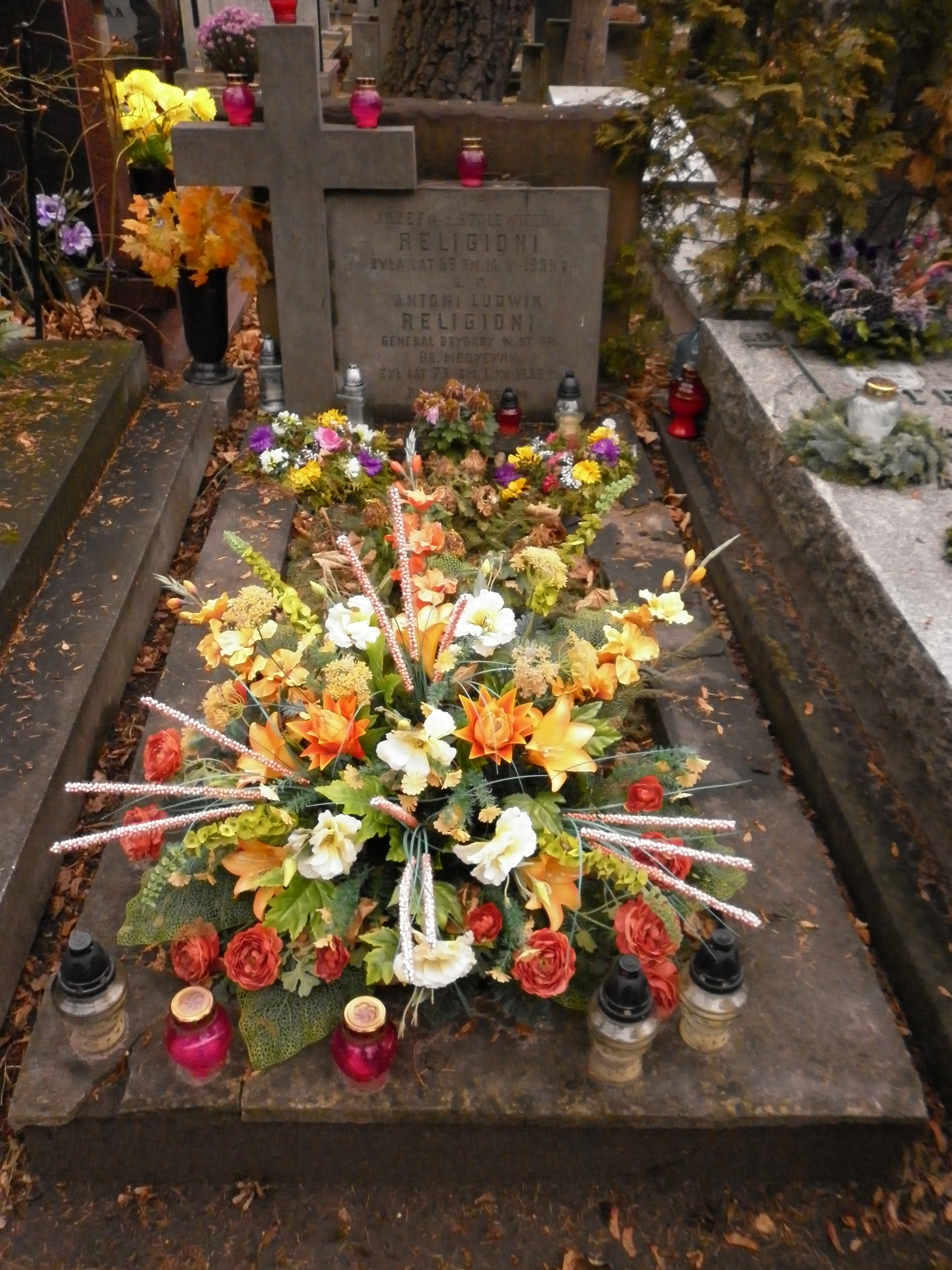
Grób Antoniego Religioniego na Wojskowych Powązkach

Antoni Ludwik Religioni (ur. 29 sierpnia 1866 w Wilnie, zm. 2 grudnia 1939 w Warszawie) – polski lekarz, generał brygady Wojska Polskiego.

## Życiorys
Pochodził z rodziny włoskich farmaceutów, przybyłej do Polski dwa pokolenia wcześniej; był synem Antoniego i Albertyny z domu Ryłło. Po wczesnej śmierci ojca wychowywał się pod opieką matki i stryjów (m.in. Franciszka, właściciela apteki w Kutaisi na Kaukazie). Uczęszczał do gimnazjum w Słucku (1877–1885), następnie studiował medycynę w Wojskowej Akademii Medycznej w Petersburgu (1885–1891). Był lekarzem wojskowym w armii rosyjskiej, dochodząc do stopnia pułkownika; służył m.in. w czasie tłumienia powstania bokserów w Chinach (1899–1901), w czasie wojny rosyjsko-japońskiej (1904–1905) oraz I wojny światowej.
W listopadzie 1918 został przyjęty do Wojska Polskiego. Początkowo pozostawał w dyspozycji szefa sanitarnego Dowództwa Okręgu Generalnego „Kraków”. 1 maja 1920 został zatwierdzony w stopniu generała podporucznika ze starszeństwem z dniem 1 kwietnia 1920, w Korpusie Lekarskim, w grupie oficerów byłych Korpusów Wschodnich i byłej armii rosyjskiej. Był wówczas szefem sanitarnym Dowództwa Okręgu Generalnego „Grodno”. Później został szefem sanitarnym Dowództwa Okręgu Generalnego „Warszawa”.
W latach 1921–1924 był szefem Wojskowego Instytutu Sanitarnego. 3 maja 1922 roku został zweryfikowany w stopniu generała brygady ze starszeństwem z dniem 1 czerwca 1919 roku i 52. lokatą w korpusie generałów. Z dniem 20 stycznia 1924 został mianowany pełniącym obowiązki szefa Departamentu VIII Sanitarnego Ministerstwa Spraw Wojskowych w Warszawie. 3 kwietnia tego roku został mianowany Inspektorem Oddziałów Sanitarnych. Z dniem 30 czerwca 1925 roku został przeniesiony w stan spoczynku z powodu trwałej niezdolności do służby wojskowej, stwierdzonej na podstawie przeprowadzonego postępowania rewizyjno-lekarskiego. Mieszkał wówczas w majątku Wersoka, w gminie Ejszyszki, w powiecie lidzkim.
Na emeryturze prowadził prywatną praktykę ginekologiczną i internistyczną w powiecie lidzkim. W 1930 osiadł w Wilnie, a kilka lat później w Warszawie. W ostatnich latach życia zajmował się administracją majątkiem Pozgrynda w powiecie lidzkim (ale mieszkał nadal w Warszawie), stanowiącym własność żony (po jej śmierci odziedziczył ten majątek). Zmarł w Warszawie i został pochowany na Cmentarzu Wojskowym na Powązkach w Warszawie (kwatera A17-8-7).
Z małżeństwa z Józefą Szalewiczów miał troje dzieci (córkę Irenę, I voto Radziszewską, II voto Piasecką; synów Antoniego, lekarza i Henryka, zmarłego w młodym wieku).

## Ordery i odznaczenia
- Order Odrodzenia Polski
- Złoty Krzyż Zasługi (19 marca 1937)[9]